# مسابقات قهرمانی ووشو جهان ۲۰۱۱
مسابقات قهرمانی ووشو جهان ۲۰۱۱ یازدهمین دوره از مسابقات قهرمانی ووشو جهان است که ۹ تا ۱۴ اکتبر در آنکارا، ترکیه برگزار گردید.

## جدول مدال‌ها

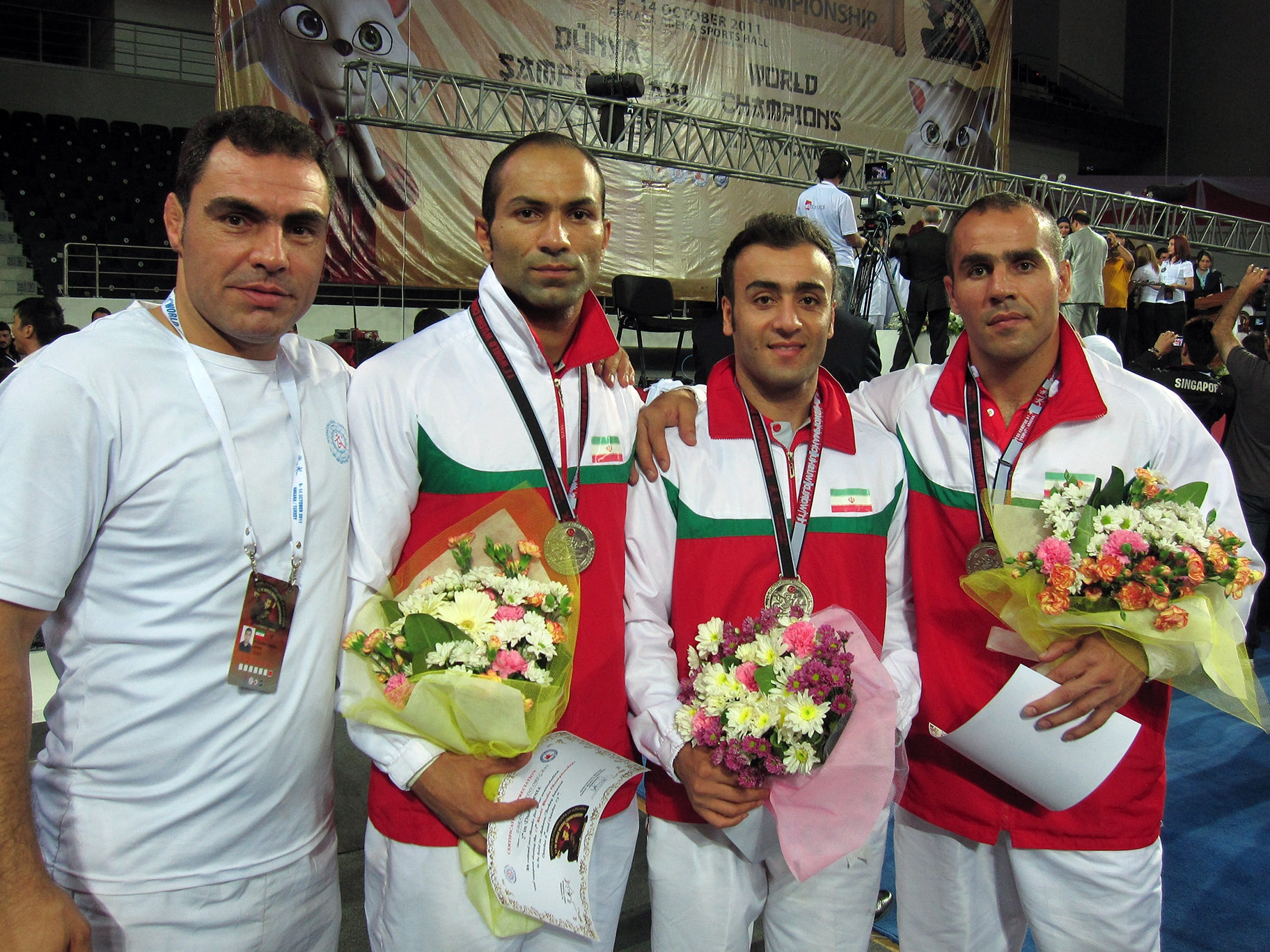
تیم ووشو ایران در مسابقات جهانی ۲۰۱۱

| رتبه            | کشور                | طلا | نقره | برنز | مجموع |
| --------------- | ------------------- | --- | ---- | ---- | ----- |
| ۱               | چین                 | ۱۹  | ۰    | ۰    | ۱۹    |
| ۲               | ایران               | ۶   | ۲    | ۳    | ۱۱    |
| ۳               | هنگ کنگ             | ۳   | ۶    | ۲    | ۱۱    |
| ۴               | روسیه               | ۲   | ۴    | ۴    | ۱۰    |
| ۵               | فیلیپین             | ۲   | ۲    | ۴    | ۸     |
| ۶               | ماکائو              | ۲   | ۲    | ۳    | ۷     |
| ۷               | ترکیه               | ۱   | ۴    | ۲    | ۷     |
| ۸               | ویتنام              | ۱   | ۳    | ۶    | ۱۰    |
| ۹               | مالزی               | ۱   | ۲    | ۴    | ۷     |
| ۱۰              | ژاپن                | ۱   | ۲    | ۳    | ۶     |
| ۱۱              | کرهٔ جنوبی           | ۱   | ۰    | ۷    | ۸     |
| ۱۲              | سنگاپور             | ۱   | ۰    | ۰    | ۱     |
| ۱۳              | اندونزی             | ۰   | ۲    | ۲    | ۴     |
| ۱۳              | ایالات متحده آمریکا | ۰   | ۲    | ۲    | ۴     |
| ۱۳              | هند                 | ۰   | ۲    | ۲    | ۴     |
| ۱۶              | اوکراین             | ۰   | ۲    | ۰    | ۲     |
| ۱۷              | مصر                 | ۰   | ۱    | ۳    | ۴     |
| ۱۸              | رومانی              | ۰   | ۱    | ۱    | ۲     |
| ۱۹              | ارمنستان            | ۰   | ۱    | ۰    | ۱     |
| ۱۹              | اسپانیا             | ۰   | ۱    | ۰    | ۱     |
| ۱۹              | ایتالیا             | ۰   | ۱    | ۰    | ۱     |
| ۲۲              | فرانسه              | ۰   | ۰    | ۴    | ۴     |
| ۲۳              | الجزایر             | ۰   | ۰    | ۲    | ۲     |
| ۲۳              | کانادا              | ۰   | ۰    | ۲    | ۲     |
| ۲۵              | برمودا              | ۰   | ۰    | ۱    | ۱     |
| ۲۵              | تایوان              | ۰   | ۰    | ۱    | ۱     |
| ۲۵              | سوئد                | ۰   | ۰    | ۱    | ۱     |
| ۲۵              | لهستان              | ۰   | ۰    | ۱    | ۱     |
| ۲۵              | ونزوئلا             | ۰   | ۰    | ۱    | ۱     |
| ۲۵              | چک                  | ۰   | ۰    | ۱    | ۱     |
| مجموع (۳۰ کشور) | مجموع (۳۰ کشور)     | ۴۰  | ۴۰   | ۶۲   | ۱۴۲   |

## جزئیات مدال‌ها

### تالومردان
| رویداد      | طلا                                                       | نقره                                            | برنز                                                           |
| ----------- | --------------------------------------------------------- | ----------------------------------------------- | -------------------------------------------------------------- |
| چانگ‌چوان    | Zhang Kai · چین                                           | Jia Rui · ماکائو                                | Colvin Wang · ایالات متحده آمریکا                              |
| Daoshu      | Sun Peiyuan · چین                                         | Jia Rui · ماکائو                                | Lee Jong-Chan · کرهٔ جنوبی                                      |
| Gunshu      | Jia Rui · ماکائو                                          | Nguyễn Mạnh Quyền · ویتنام                      | Daisuke Ichikizaki · ژاپن                                      |
| Gunshu      | Jia Rui · ماکائو                                          | Nguyễn Mạnh Quyền · ویتنام                      | Ng Say Yoke · مالزی                                            |
| Jianshu     | Chu Chi Chu Chi Wai · ماکائو                              | Colvin Wang · ایالات متحده آمریکا               | Charles Sutanto · اندونزی                                      |
| Qiangshu    | Su Baocheng · چین                                         | Colvin Wang · ایالات متحده آمریکا               | Chen Riquo · هنگ کنگ                                           |
| نان‌چوان     | Huang Guangyuan · چین                                     | He Jing De · هنگ کنگ                            | Lee Seung-Kuen · کرهٔ جنوبی                                     |
| Nandao      | Kim Tae-Ho · کرهٔ جنوبی                                    | He Jing De · هنگ کنگ                            | Lee Seung-Kuen · کرهٔ جنوبی                                     |
| ننگون       | He Jing De · هنگ کنگ                                      | فرشاد عباسی · ایران                             | Koki Nakata · ژاپن                                             |
| تای چی چوان | Nguyen Thanh Tung · ویتنام                                | Yoshihiro Sekiya · ژاپن                         | Lee Jae-Hyung · کرهٔ جنوبی                                      |
| Taijijian   | Wu Yanan · چین                                            | Loh Jack Chang · مالزی                          | Daniel Parantac · فیلیپین                                      |
| Duilian     | هنگ کنگ · Leung Ka Wai · Tang Siu Kong · Cheng Chung Hang | ایران · محسن احمدی · ابراهیم فتحی · نوید مکوندی | ویتنام · Tran Xuan Hiep · Nguyen Manh Quyen · Nguyen Huy Thanh |

### سان‌دامردان
| رویداد      | طلا                      | نقره                           | برنز                                   |
| ----------- | ------------------------ | ------------------------------ | -------------------------------------- |
| ۴۸ کیلوگرم  | Jessie Aligaga · فیلیپین | Davit Grigoryan · ارمنستان     | Doan Xuan Cuong · ویتنام               |
| ۴۸ کیلوگرم  | Jessie Aligaga · فیلیپین | Davit Grigoryan · ارمنستان     | Ahmed Hama · مصر                       |
| ۵۲ کیلوگرم  | Dembert Arcita · فیلیپین | Hoang Hong Tu · ویتنام         | Seo Jung-Woo · کرهٔ جنوبی               |
| ۵۲ کیلوگرم  | Dembert Arcita · فیلیپین | Hoang Hong Tu · ویتنام         | Çağdaş Yıkılmaz · ترکیه                |
| ۵۶ کیلوگرم  | Li Kang · چین            | Hüseyin Dündar · ترکیه         | Benjie Rivera · فیلیپین                |
| ۵۶ کیلوگرم  | Li Kang · چین            | Hüseyin Dündar · ترکیه         | Chen Ya-hsuan · تایوان                 |
| ۶۰ کیلوگرم  | Wu Qiang · چین           | Ali Ay · ترکیه                 | Kazbek Mamaev · روسیه                  |
| ۶۰ کیلوگرم  | Wu Qiang · چین           | Ali Ay · ترکیه                 | Anthony Lim · فرانسه                   |
| ۶۵ کیلوگرم  | محسن محمدسیفی · ایران    | Savaş Bekar · ترکیه            | Pierre Moua · فرانسه                   |
| ۶۵ کیلوگرم  | محسن محمدسیفی · ایران    | Savaş Bekar · ترکیه            | Mark Eddiva · فیلیپین                  |
| ۷۰ کیلوگرم  | سجاد عباسی · ایران       | Ismail Aliev · روسیه           | Rus Traian Augustin · رومانی           |
| ۷۰ کیلوگرم  | سجاد عباسی · ایران       | Ismail Aliev · روسیه           | Maximillion Chen · ایالات متحده آمریکا |
| ۷۵ کیلوگرم  | Ji Haitong · چین         | Arslan Biktimirov · روسیه      | Cai Liang Chan · ماکائو                |
| ۷۵ کیلوگرم  | Ji Haitong · چین         | Arslan Biktimirov · روسیه      | جواد آقایی · ایران                     |
| ۸۰ کیلوگرم  | Muslim Salikhov · روسیه  | Abdelhamid El-Sayad · مصر      | Nacereddine Zemmal · کانادا            |
| ۸۰ کیلوگرم  | Muslim Salikhov · روسیه  | Abdelhamid El-Sayad · مصر      | Hakim Moumou · الجزایر                 |
| ۸۵ کیلوگرم  | حمیدرضا قلی‌پور · ایران   | Dmytro Batok · اوکراین         | Abdelkader Chabane · الجزایر           |
| ۸۵ کیلوگرم  | حمیدرضا قلی‌پور · ایران   | Dmytro Batok · اوکراین         | Piotr Strus · لهستان                   |
| ۹۰ کیلوگرم  | Huang Lei · چین          | Alfonso Valcárcel · اسپانیا    | Hisham Abdelhamid · مصر                |
| ۹۰ کیلوگرم  | Huang Lei · چین          | Alfonso Valcárcel · اسپانیا    | Sanjeev Kumar · هند                    |
| ۹۰+ کیلوگرم | Chen Yanzhao · چین       | Oleksandr Rudkovskyi · اوکراین | Lee Sang-Jung · کرهٔ جنوبی              |
| ۹۰+ کیلوگرم | Chen Yanzhao · چین       | Oleksandr Rudkovskyi · اوکراین | Jermal Woolridge · برمودا              |

### تالوزنان
| رویداد      | طلا                                            | نقره                                            | برنز                               |
| ----------- | ---------------------------------------------- | ----------------------------------------------- | ---------------------------------- |
| چانگ‌چوان    | Zhao Shi · چین                                 | Geng Xiao Ling · هنگ کنگ                        | Zheng Tian Hui · هنگ کنگ           |
| Daoshu      | Cheng Cheng · چین                              | Geng Xiao Ling · هنگ کنگ                        | Daria Tarasova · روسیه             |
| Gunshu      | Geng Xiao Ling · هنگ کنگ                       | Daria Tarasova · روسیه                          | Hoang Thi Phuong Giang · ویتنام    |
| Gunshu      | Geng Xiao Ling · هنگ کنگ                       | Daria Tarasova · روسیه                          | Chai Fong Wei · مالزی              |
| Jianshu     | Kan Wencong · چین                              | Zheng Tian Hui · هنگ کنگ                        | Duong Thuy Vi · ویتنام             |
| Qiangshu    | Elif Akyüz · ترکیه                             | Zheng Tian Hui · هنگ کنگ                        | Nguyen Mai Phuong · ویتنام         |
| نان‌چوان     | Lin Fan · چین                                  | Diana Bong · مالزی                              | Tan Dong Mei · ماکائو              |
| Nandao      | Tatiana Ivshina · روسیه                        | Dessy Indri Astuti · اندونزی                    | Lim Sung-Eun · کرهٔ جنوبی           |
| ننگون       | Erika Kojima · ژاپن                            | Tatiana Ivshina · روسیه                         | Diana Bong · مالزی                 |
| تای چی چوان | Li Xinyu · چین                                 | Lindswell · اندونزی                             | Ai Miyaoka · ژاپن                  |
| تای چی چوان | Li Xinyu · چین                                 | Lindswell · اندونزی                             | Chai Fong Ying · مالزی             |
| Taijijian   | Chai Fong Ying · مالزی                         | Ai Miyaoka · ژاپن                               | Lindswell · اندونزی                |
| Duilian     | سنگاپور · Emily Sin · Tay Yu Juan · Tao Yi Jun | ویتنام · Hoang Thi Phuong Giang · Duong Thuy Vi | ایران · میترا عباسی · محبوبه کریمی |

### سان‌دازنان
| رویداد     | طلا                      | نقره                           | برنز                           |
| ---------- | ------------------------ | ------------------------------ | ------------------------------ |
| ۴۸ کیلوگرم | Feng Yufang · چین        | Y. Sanathoi Devi · هند         | Rhea May Rifani · فیلیپین      |
| ۴۸ کیلوگرم | Feng Yufang · چین        | Y. Sanathoi Devi · هند         | الهه منصوریان · ایران          |
| ۵۲ کیلوگرم | Qiu Tiao · چین           | Mary Jane Estimar · فیلیپین    | Funda Tiken · ترکیه            |
| ۵۲ کیلوگرم | Qiu Tiao · چین           | Mary Jane Estimar · فیلیپین    | Sarah Belala · فرانسه          |
| ۵۶ کیلوگرم | Liu Lingling · چین       | Mariane Mariano · فیلیپین      | Nguyen Thi Oanh · ویتنام       |
| ۵۶ کیلوگرم | Liu Lingling · چین       | Mariane Mariano · فیلیپین      | Ekaterina Mukhortikova · روسیه |
| ۶۰ کیلوگرم | Jiang Xianting · چین     | Pooja Kadian · هند             | Valérie Domergue · فرانسه      |
| ۶۰ کیلوگرم | Jiang Xianting · چین     | Pooja Kadian · هند             | Maria Olsson · سوئد            |
| ۶۵ کیلوگرم | مریم هاشمی · ایران       | Georgiana Radovicescu · رومانی | Ekaterina Vinkovatova · روسیه  |
| ۶۵ کیلوگرم | مریم هاشمی · ایران       | Georgiana Radovicescu · رومانی | María Cariaco · ونزوئلا        |
| ۷۰ کیلوگرم | شهربانو منصوریان · ایران | Elif Keleş · ترکیه             | Veronika Kohutová · چک         |
| ۷۰ کیلوگرم | شهربانو منصوریان · ایران | Elif Keleş · ترکیه             | Sherouk Ahmed · مصر            |
| ۷۵ کیلوگرم | ملیحه فضلی · ایران       | Antonia Di Biase · ایتالیا     | Vishaka Malik · هند            |
| ۷۵ کیلوگرم | ملیحه فضلی · ایران       | Antonia Di Biase · ایتالیا     | Taryn Laramie · کانادا         |